# Regionernas parti

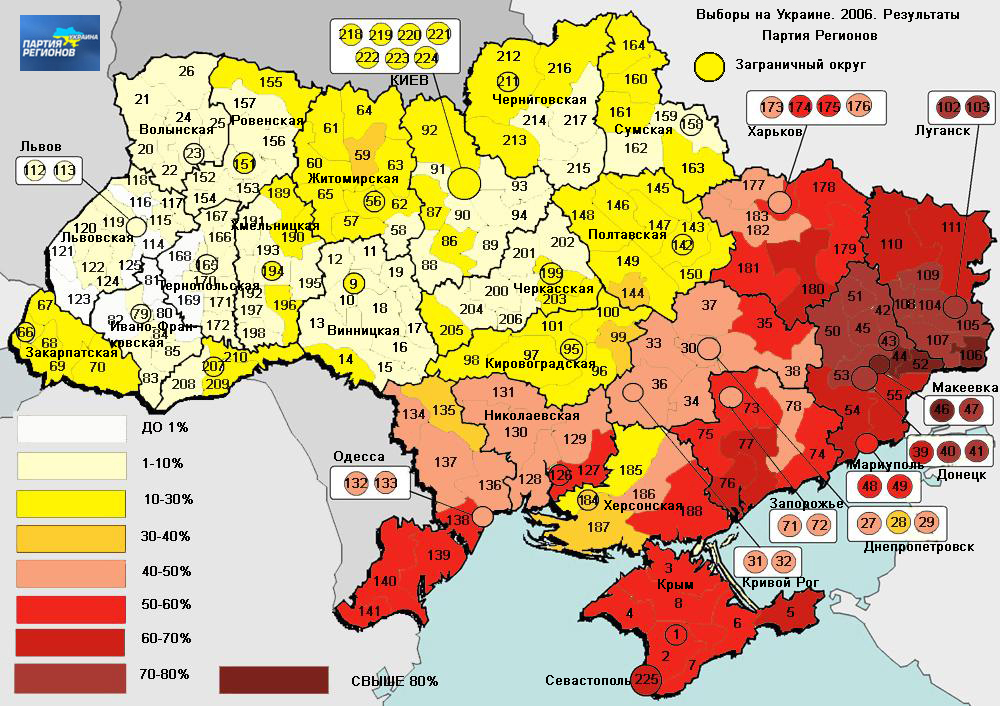
Karta över Regionernas partis röster vid parlamentsvalet i mars 2006.

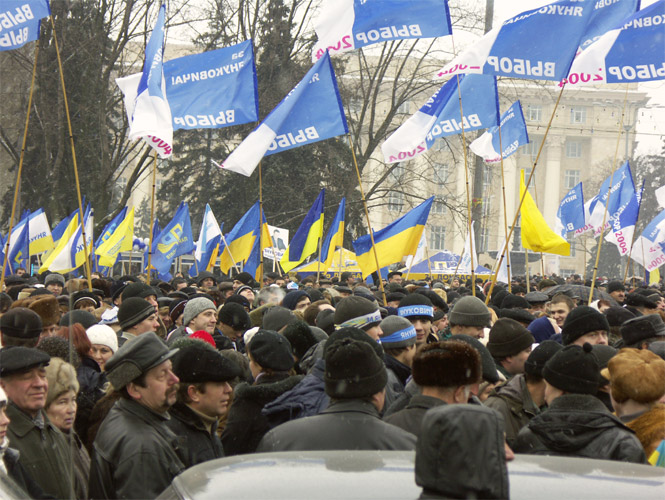
Demonstrationer i Donetsk till stöd för Viktor Janukovytj efter presidentvalet 2004.

Regionernas parti (ukrainska: Партія регіонів, Partija rehioniv; ryska: Партия регионов, Partija regionov) är ett ukrainskt politiskt parti. Det bildades 2001 och hade länge Viktor Janukovytj som ledare. Senare har det fungerat som stödparti för Janukovytj, under dennes presidentperiod 2010–2014. Regionernas parti, som i flera ukrainska parlamentsval blivit största parti, leds idag av Borys Kolesnikov.

## Historik

### Bakgrund
Partiet har sitt starkaste stöd i de östra och södra, till stora delar rysktalande delarna av Ukraina. Partiledaren Viktor Janukovytj var premiärminister under Leonid Kutjmas tid som president och ingick ursprungligen i dennes valallians För ett enat Ukraina. 2010 blev han vald till president och hade då genom sitt parti majoritet i parlamentet ("radan").

### 00-talet
I parlamentsvalet i mars 2006, vann partiet en tredjedel av alla röster. Man blev valets stora segrare, sedan man bland annat drivit en kampanj om att även göra ryska till officiellt språk i Ukraina, vilket de starka nationalistiska strömningarna i president Viktor Jusjtjenkos parti Vårt Ukraina sagt totalt nej till. Idag[när?] är det enda officiella språket ukrainska, som talas av omkring 72 procent av befolkningen. Ryska är ett viktigt språk i framför allt de östra och södra delarna av landet, där många inte använder ukrainska på daglig basis.
Året därpå hölls nya parlamentsval. Regionernas parti behöll positionen som största parti, med över 8 miljoner väljare, 34,37 procent av rösterna och 175 mandat.

### 2014
Positionen som största parti förlorades i februari 2014, då stora delar av partiets parlamentsledamöter i samband med dödsskjutningar under Euromajdan-demonstrationerna flydde eller röstade med oppositionen. Partiets gruppledare i radan, Oleksandr Jefremov, bad några dagar senare den nya regeringen att inte verka destabiliserande; han såg parlamentets snabba beslut att återinföra den tidigare språklagen, vilket återinförde ukrainskan som enda officiella språk och avskaffade de regionala språken som exempelvis ryska, som ett hot mot landets enighet.
Några dagar senare kallade parlamentsledamöter ur partiet till besinning. Man uppmanade till dialog och kompromisser, i samband med den explosiva situation som uppkommit vid Krimkrisen 2014. Samtidigt ville man inte lämna Krim "åt sitt öde" och krävde bevis på att Ukraina fortfarande ser Krim som en del av landet.